# Nomadi in concerto
Nomadi in concerto è un doppio album dal vivo del gruppo italiano pop rock Nomadi, pubblicato nel 1987 dalla CGD.

## Il disco
La band in quegli anni viveva un periodo di forti contrasti interni. In origine l'album era sottotitolato Like a sea never dies ("Come un mare non muore mai"), a sottolineare il fatto che, nonostante le avversità interne, il gruppo continuava ad andare avanti, come una nave in tempesta. Il sottotitolo venne in seguito eliminato, mantenendo il solo titolo di Nomadi in concerto.

## Tracce
Disco 1
1. Tutto a posto   (3' 19")
2. Canzone della bambina portoghese   (7' 41")
3. Mamma Giustizia   (5' 41")
4. La collina   (5' 49")
5. Per fare un uomo   (2' 35")
6. Ophelia   (3' 34")
7. Bianchi e neri   (3' 59")
8. Marta   (2' 21")
9. Ho difeso il mio amore   (5' 06")
10. Canzone per un'amica   (4' 58")

Disco 2
1. Ti voglio   (3' 17")
2. Noi non ci saremo   (3' 31")
3. Joe Mitraglia   (7' 01")
4. Jenny   (3' 10")
5. Utopia   (3' 40")
6. Dio è morto   (2' 48")
7. Asia   (5' 14")
8. Il pilota di Hiroshima   (3' 39")
9. Io vagabondo   (6' 09")
10. Come potete giudicar   (2' 23")

## Formazione
- Augusto Daolio - voce
- Beppe Carletti - tastiere
- Chris Dennis - chitarre, violino, tastiere
- Dante Pergreffi - basso elettrico
- Gian Paolo Lancellotti - batteria